# جائزة غولدن غلوب لأفضل ممثلة - مسلسل دراما
جائزة غولدن غلوب لأفضل ممثلة - مسلسل دراما هي واحدة من جوائز التلفزيون السنوية المقدمة من جمعية رابطة هوليوود للصحافة الأجنبية في هوليود.

## الفائزات

### عقد 1960
- 1969: ليندا كريستال - The High Chaparral

### عقد 1970
- 1970: بيجي ليبتون - The Mod Squad
- 1971: باتريسيا نيل - ذا والتونز
- 1972: غيل فيشر - مانيكس
- 1973: لي ريميك - The Blue Knight
- 1974: انجي ديكنسون - Police Woman
- 1975: لي ريميك - جيني تشرشل
- 1976: سوزان بلاكلي - Rich Man, Poor Man
- 1977: ليسلي آن وارن - 79 Park Avenue
- 1978: روزماري هاريس - Holocaust
- 1979: ناتالي وود - From Here to Eternity

### عقد 1980
- 1980: يوكو شيمادا - Shōgun
- 1981: ليندا إيفانز - Dynasty
- 1981: باربرا بيل غيدس - دالاس (مسلسل 1978)
- 1982: جوان كولينس - Dynasty
- 1983: جين وايمان - فالكون كريست
- 1984: أنجيلا لانسبيري - Murder, She Wrote
- 1985: شارون جليس - Cagney & Lacey
- 1986: أنجيلا لانسبيري - Murder, She Wrote
- 1987: سوزان سميث - قانون لوس أنجلوس  [لغات أخرى]‏
- 1988: جيل إيكنبيري - قانون لوس أنجلوس  [لغات أخرى]‏
- 1989: أنجيلا لانسبيري - Murder, She Wrote

### عقد 1990
- 1990: شارون جليس - The Trials of Rosie O'Neill
- 1990: باتريشيا ويتيج - thirtysomething
- 1991: أنجيلا لانسبيري - Murder, She Wrote
- 1992: ريجينا تايلور - سأحلق بعيدًا  [لغات أخرى]‏
- 1993: كاثي بيكر - Picket Fences
- 1994: كلير دينس - My So-Called Life
- 1995: جين سيمور (ممثلة) - Dr. Quinn, Medicine Woman
- 1996: جيليان أندرسون - الملفات الغامضة
- 1997: كريستين لاتي - Chicago Hope
- 1998: كيري رسل - Felicity
- 1999: إدي فالكو - السوبرانوز

### عقد 2000
- 2000: سيلا وورد - Once and Again
- 2001: جينيفر غارنر - إيلياس
- 2002: إدي فالكو - السوبرانوز
- 2003: فرانسيس كونروي - ستة أقدام تحت الأرض
- 2004: ماريسكا هارغيتاي - القانون والنظام: الوحدة الخاصة للضحايا
- 2005: جينا ديفيس - Commander In Chief
- 2006: كيرا سيدقويك - The Closer
- 2007: غلين كلوز - أضرار  [لغات أخرى]‏
- 2008: آنا باكوين - دم حقيقي
- 2009: جوليانا مارغوليس - ذا غود وايف

### عقد 2010
- 2010: كيتي سغال - أبناء الفوضى
- 2011: كلير دينس - أرض الوطن
- 2012: كلير دينس - أرض الوطن
- 2013: روبين رايت - بيت من ورق
- 2014: روث ويلسون - العلاقة
- 2015: تاراجي بيندا هينسون - Empire

## أكثر من فوز
4 جوائز
- أنجيلا لاندسبري

3 جوائز
- كلير دينس

جائزتان
- إدي فالكو
- لي ريميك
- شارون غليس